# Drew Dalman
Drew Brazil Dalman (* 15. Oktober 1998 in Salinas, Kalifornien) ist ein US-amerikanischer American-Football-Spieler auf der Position des Centers. Er ist aktuell bei den Chicago Bears in der National Football League (NFL) unter Vertrag. Zuvor spielte Dalman vier Jahre lang für die Atlanta Falcons.

## Frühe Jahre
Dalman ging in seiner Geburtsstadt Salinas, Kalifornien, auf die Highschool. Danach besuchte er die Stanford University, wo er für das Collegefootballteam zwischen 2017 und 2020 22 Spiele absolvierte. In seinem letzten Collegejahr wurde er in das First-Team All-Pacific-12 gewählt.

## NFL
Dalman wurde im NFL-Draft 2021 in der vierten Runde an 114. Stelle von den Atlanta Falcons ausgewählt. Am 17. Juni 2021 unterzeichnete er einen Vierjahresvertrag bei den Falcons. In seiner ersten NFL-Saison fungierte er als Backup für Matt Hennessy. Zur Saison 2022 setzte er sich gegen eben diesen vor der Saison durch und wurde von den Falcons als Starter auf der Position des Center ernannt. Er absolvierte alle 17 Saisonspiele als Starter und trug einen erheblichen Anteil daran, dass die Falcons die zweitmeisten Yards pro Spiel in Laufversuchen holten.
Im März 2025 unterschrieb Dalman einen Dreijahresvertrag im Wert von 42 Millionen US-Dollar bei den Chicago Bears.

## Persönliches
Drew Dalmans Vater Chris Dalman spielte ebenfalls als Center und als Guard für die San Francisco 49ers in der NFL.